# Farsetia socotrana
Farsetia socotrana är en korsblommig växtart som beskrevs av Brian Laurence Burtt. Farsetia socotrana ingår i släktet Farsetia och familjen korsblommiga växter. IUCN kategoriserar arten globalt som sårbar. Inga underarter finns listade i Catalogue of Life.